# Park Narodowy Chobe
Park Narodowy Chobe (ang. Chobe National Park) – najstarszy park narodowy Botswany.
Trzeci co do wielkości park tego kraju, po Parku Narodowym Central Kalahari i po Parku Narodowym Gemsbok. Jest to jedno z największych skupisk dzikich zwierząt na kontynencie afrykańskim i jeden z największych rezerwatów przyrody na świecie. Park zajmuje powierzchnię 10 566 km², utworzono go w 1967 roku.
Obejmuje obszar równiny w środkowej części Kotliny Kalahari, pomiędzy dolinami rzek Chobe, Ngwezumba i Savute. 

## Flora
Obszar parku porastają suche lasy podrównikowe, kolczaste zarośla, sawanny, rozległe bagna, a w dolinie rzeki Chobe lasy galeriowe.  Wyróżnia się cztery główne obszary: Riverfront, czyli tereny nadrzeczne z roślinnością zapewniającą schronienie licznym gatunkom zwierząt; Savuti, obszar sawann i buszu, na którym występują duże drapieżniki; Bagna Linyanti, charakteryzujące się sezonowo zalewanymi terenami wodnymi, zamieszkiwanymi przez gatunki przystosowane do środowiska wodnego; oraz suchy interior, gdzie występują gatunki przystosowane do warunków ograniczonego dostępu do wody.

## Fauna
Spośród ssaków na terenie parku występują m.in.: hipopotam, słoń afrykański (jedna z największych populacji na świecie), zebry, żyrafy, nosorożec biały, bawół afrykański, sitatunga oraz 17 innych gatunków antylop a z drapieżników m.in.: lew, leopard, gepard oraz hieny. Na terenie parku występuje ponad 400 gatunków ptaków np. długoszpon afrykański, trzewikodziób, drop olbrzymi, żołna, czaple, zimorodek, bociany, gęsi, kaczki, ibisy, warzęchy, kormorany oraz wężówka afrykańska.

## Galeria

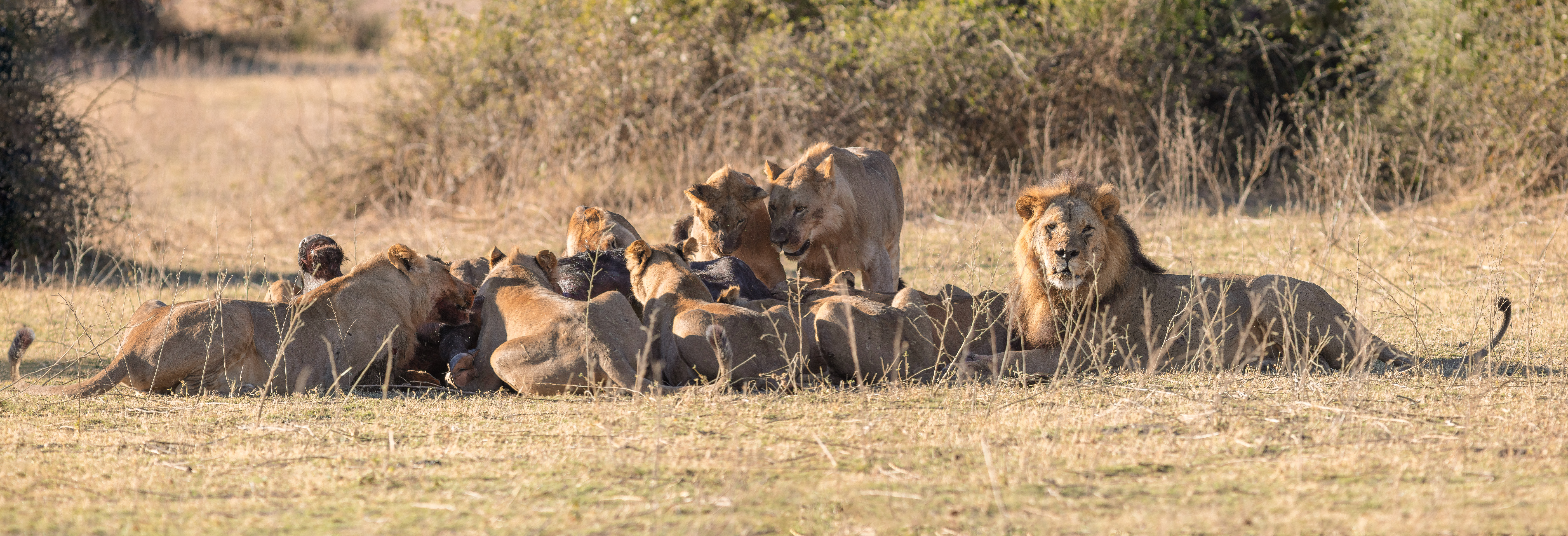
Lwy afrykańskie jedzące swoją ofiarę w Parku Narodowym Chobe
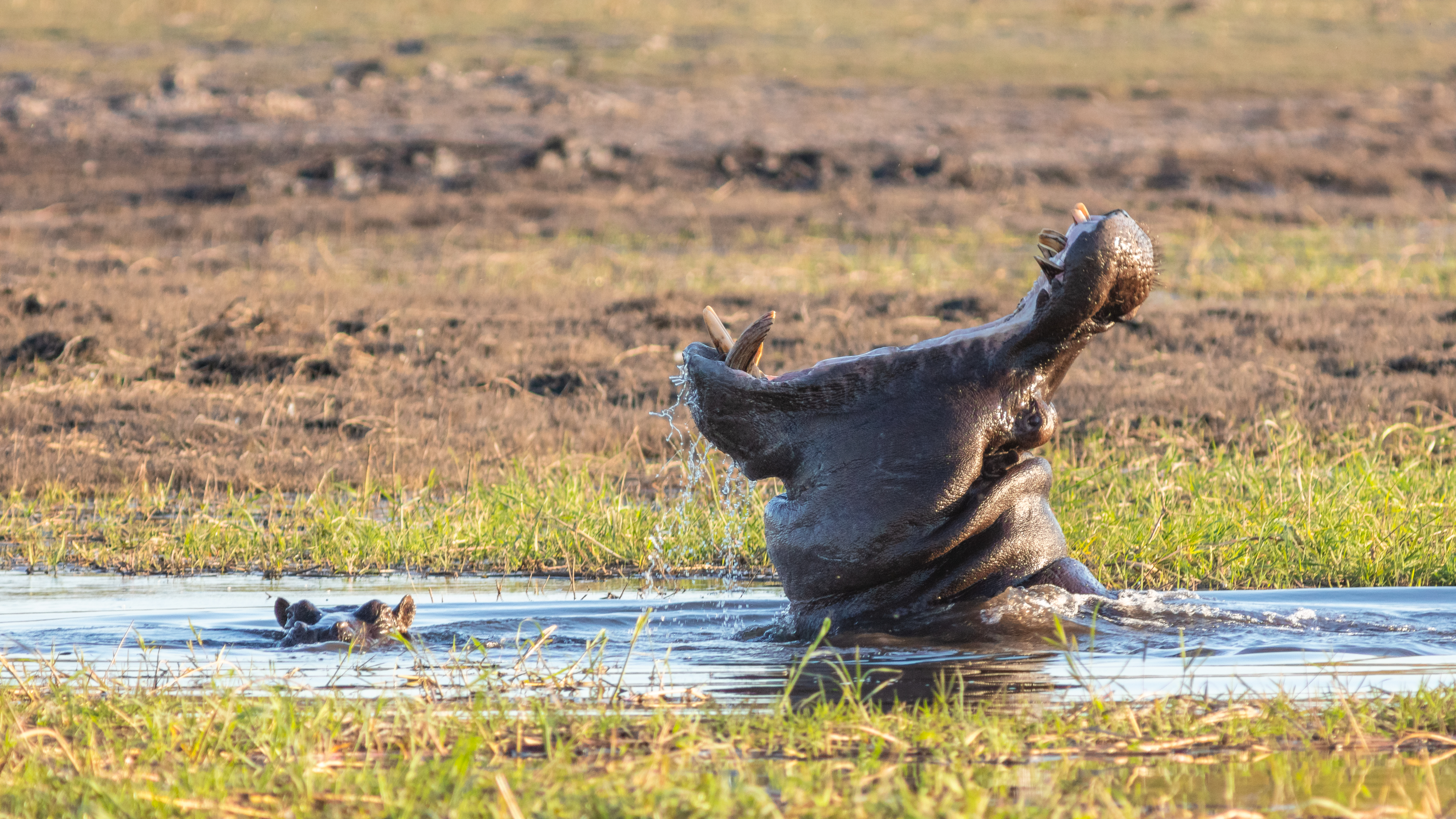
Hipopotam w rzece w parku narodowym Chobe
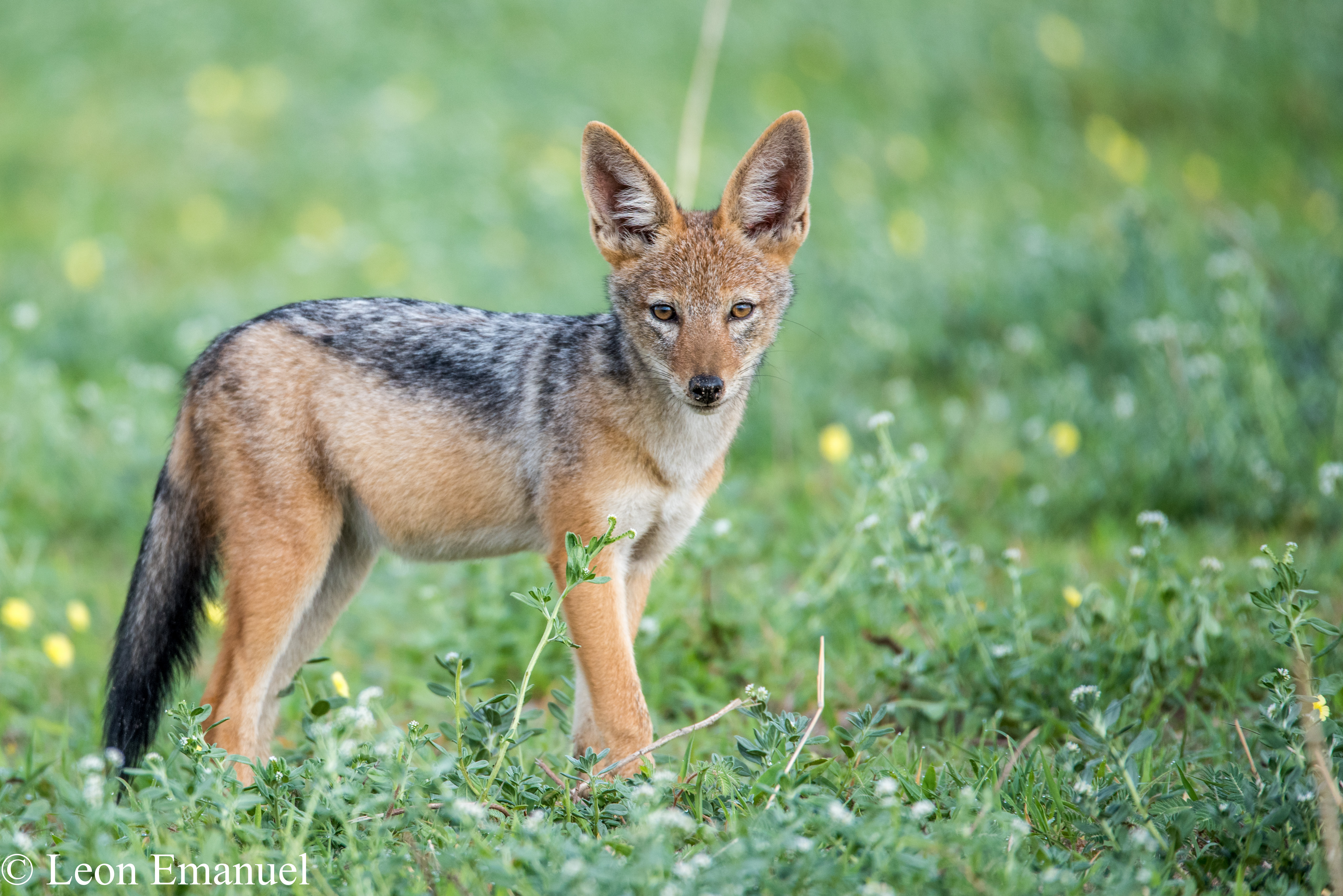
Młody Szakal w Parku Narodowym Chobe
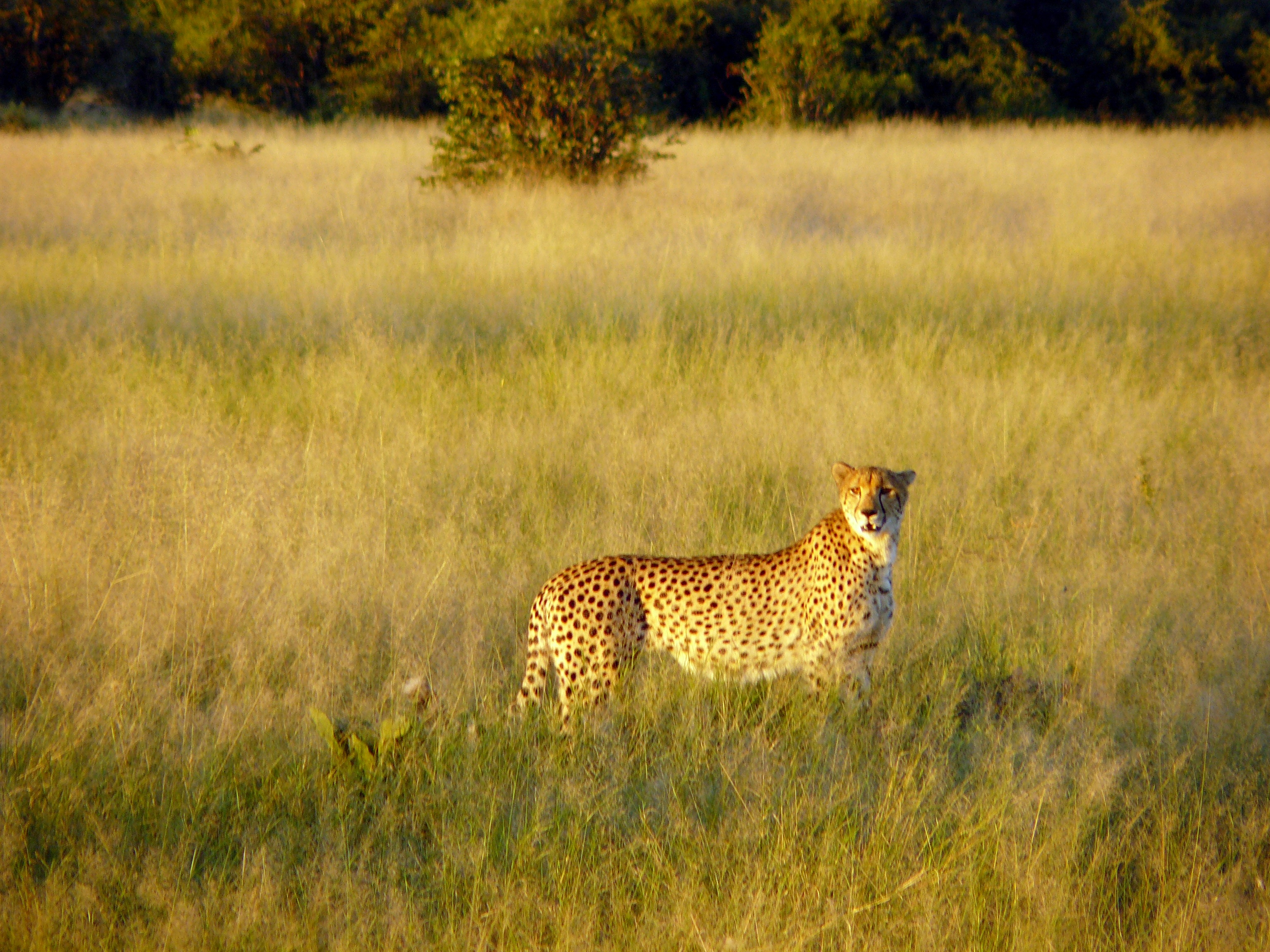
Gepard w Chobe
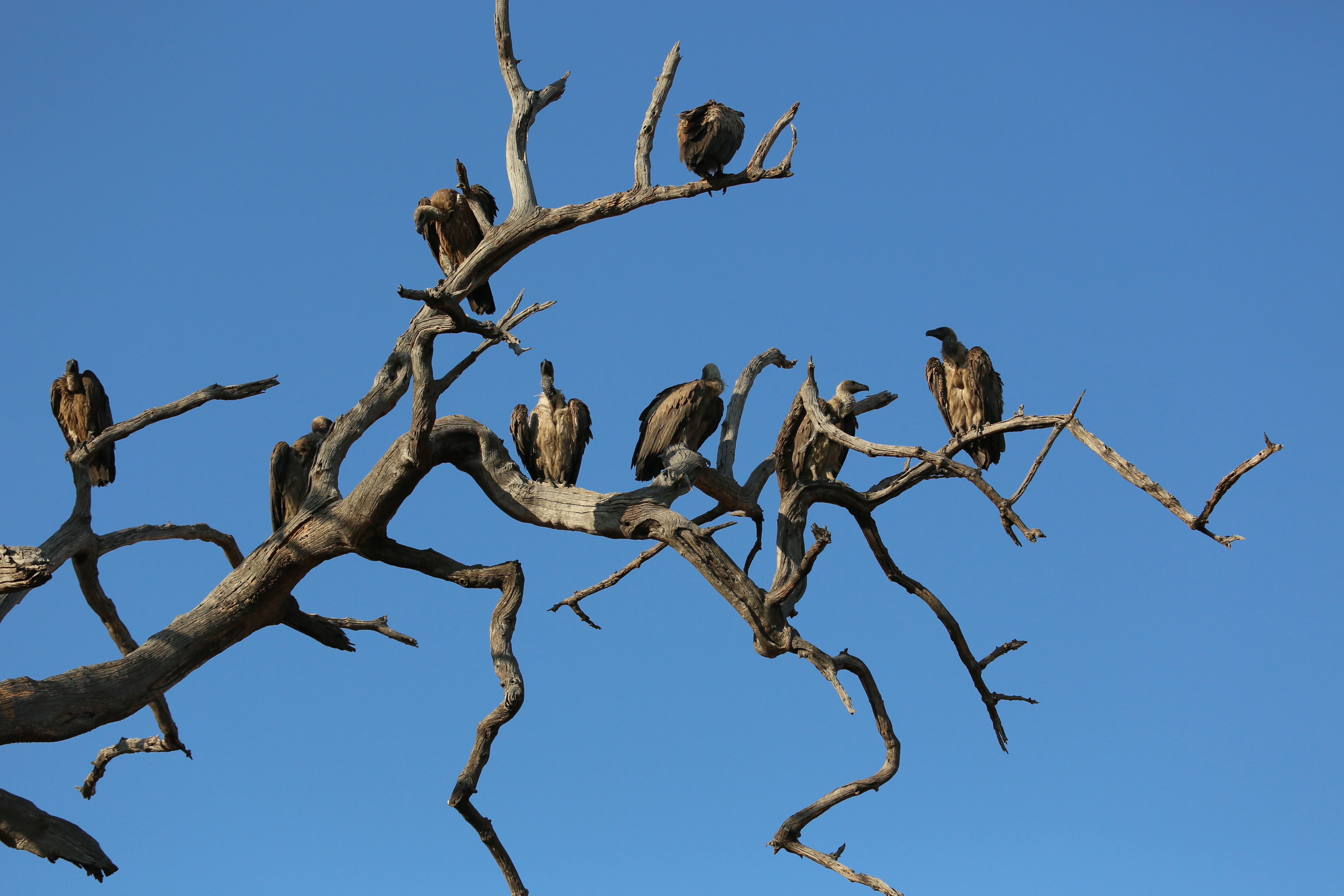
Sępy przy rzece Kuando
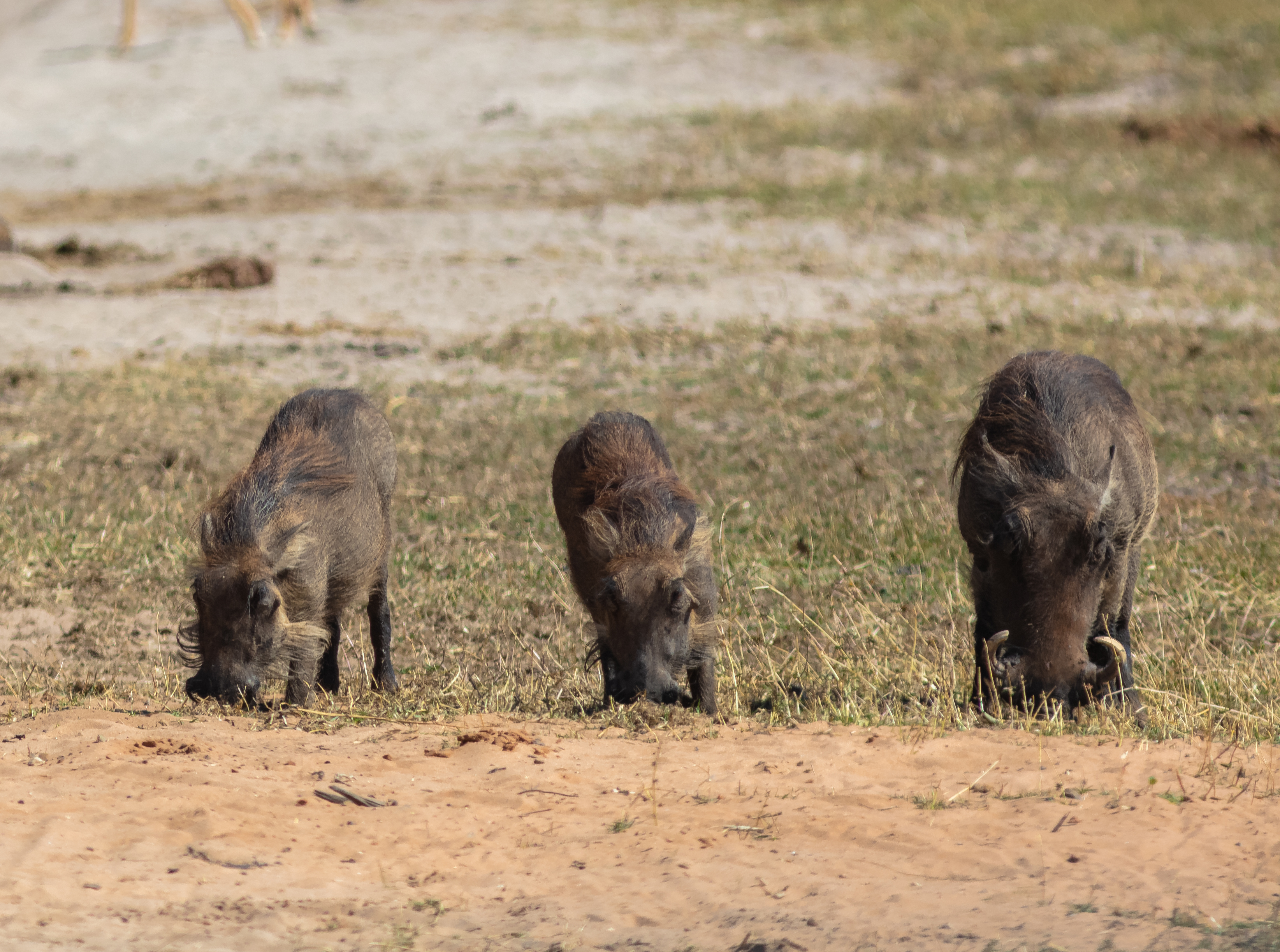
Guźce w Parku Narodowym Chobe
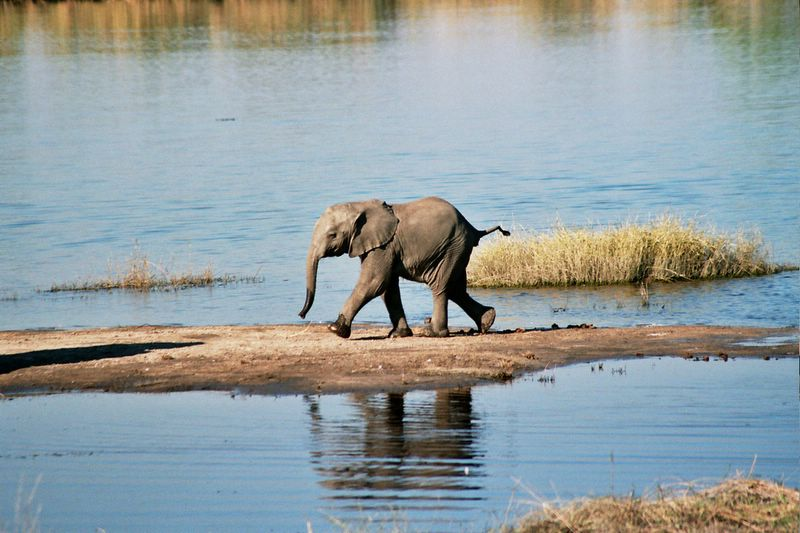
Młody słoń afrykański w Parku Narodowym Chobe
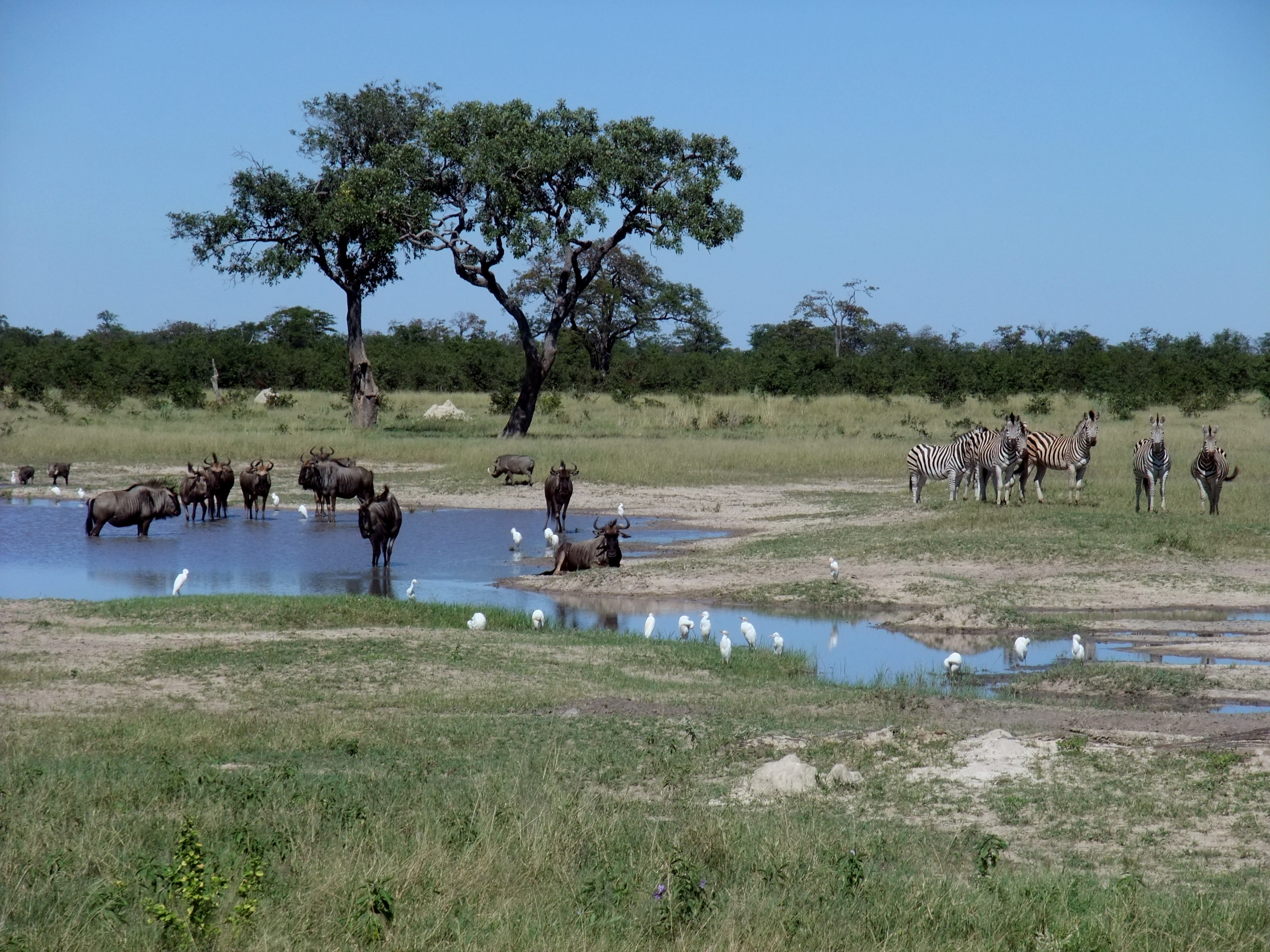
Gnu i zebry w Parku Narodowym Chobe
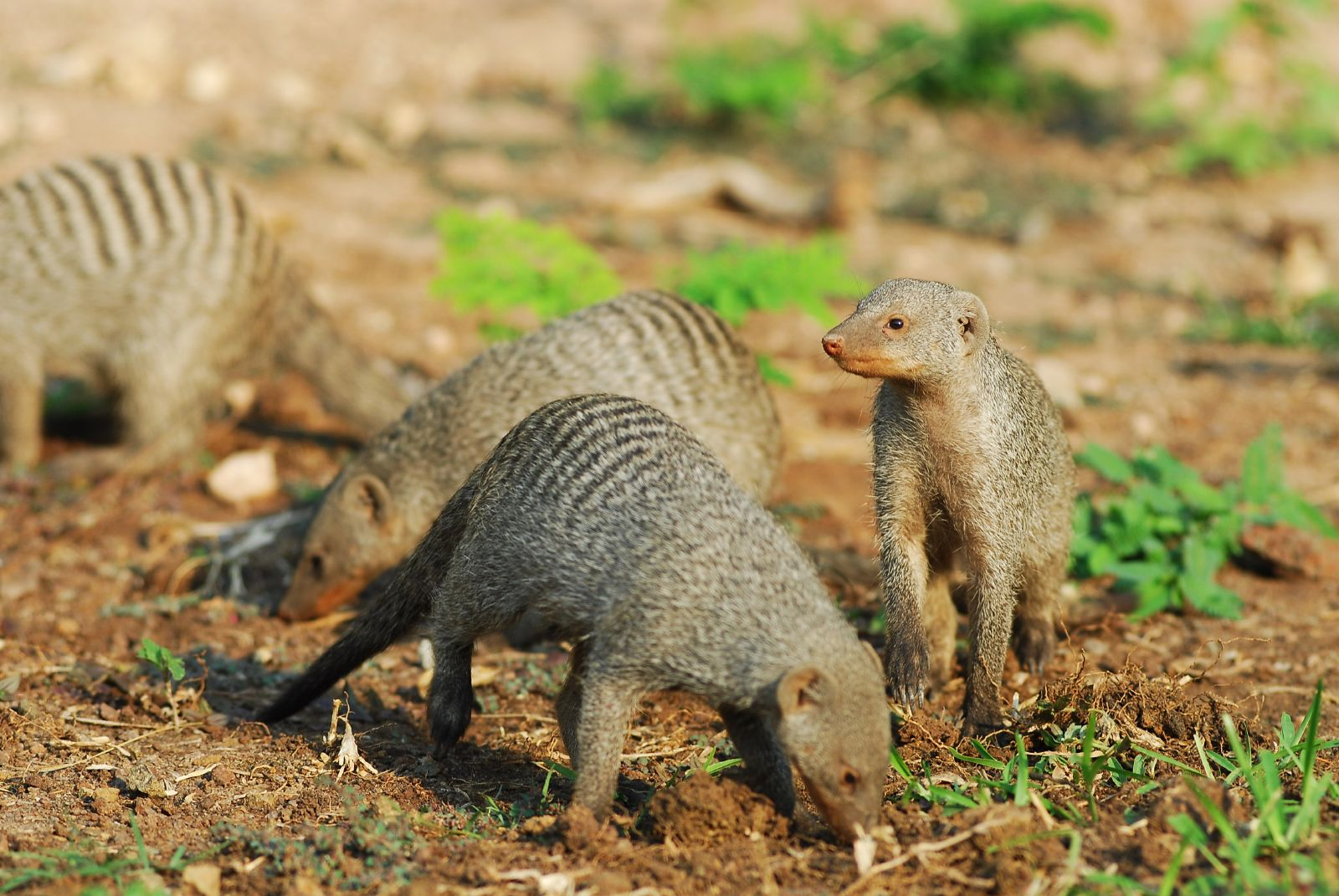
Mangusty pręgowane w Parku Narodowym Chobe
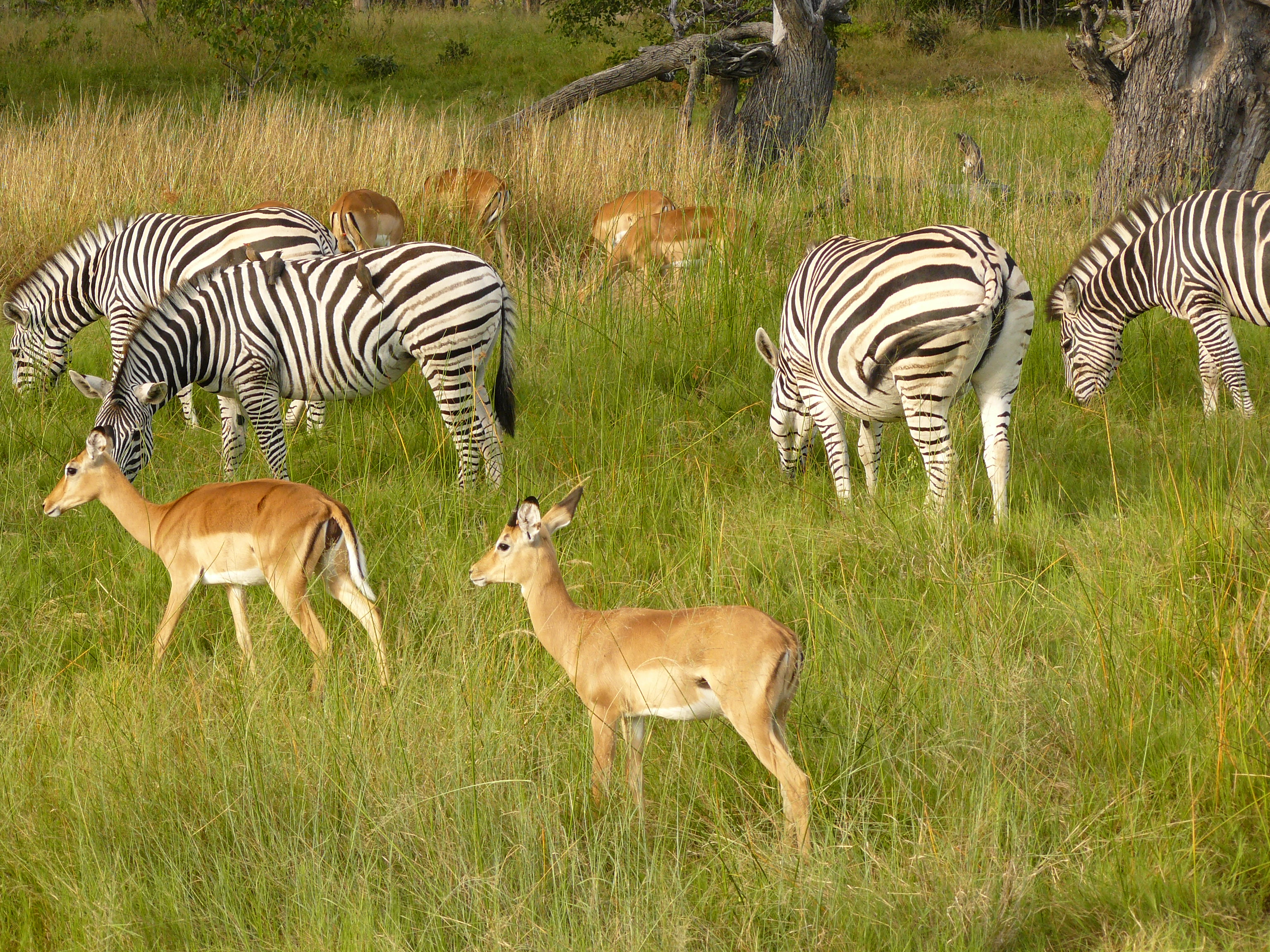
Zebry stepowe i impale zwyczajne w Parku Narodowym Chobe
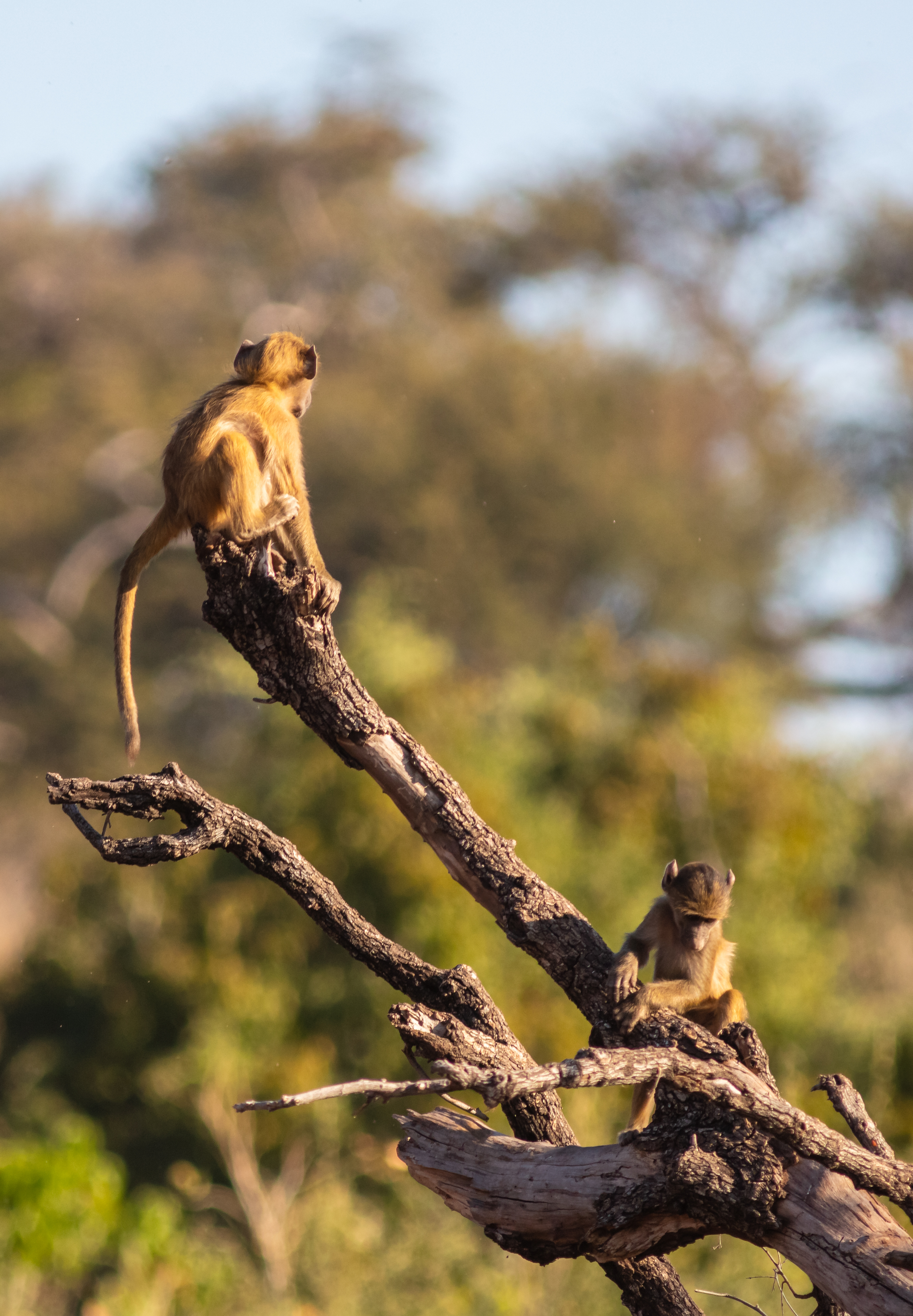
Pawian w Chobe
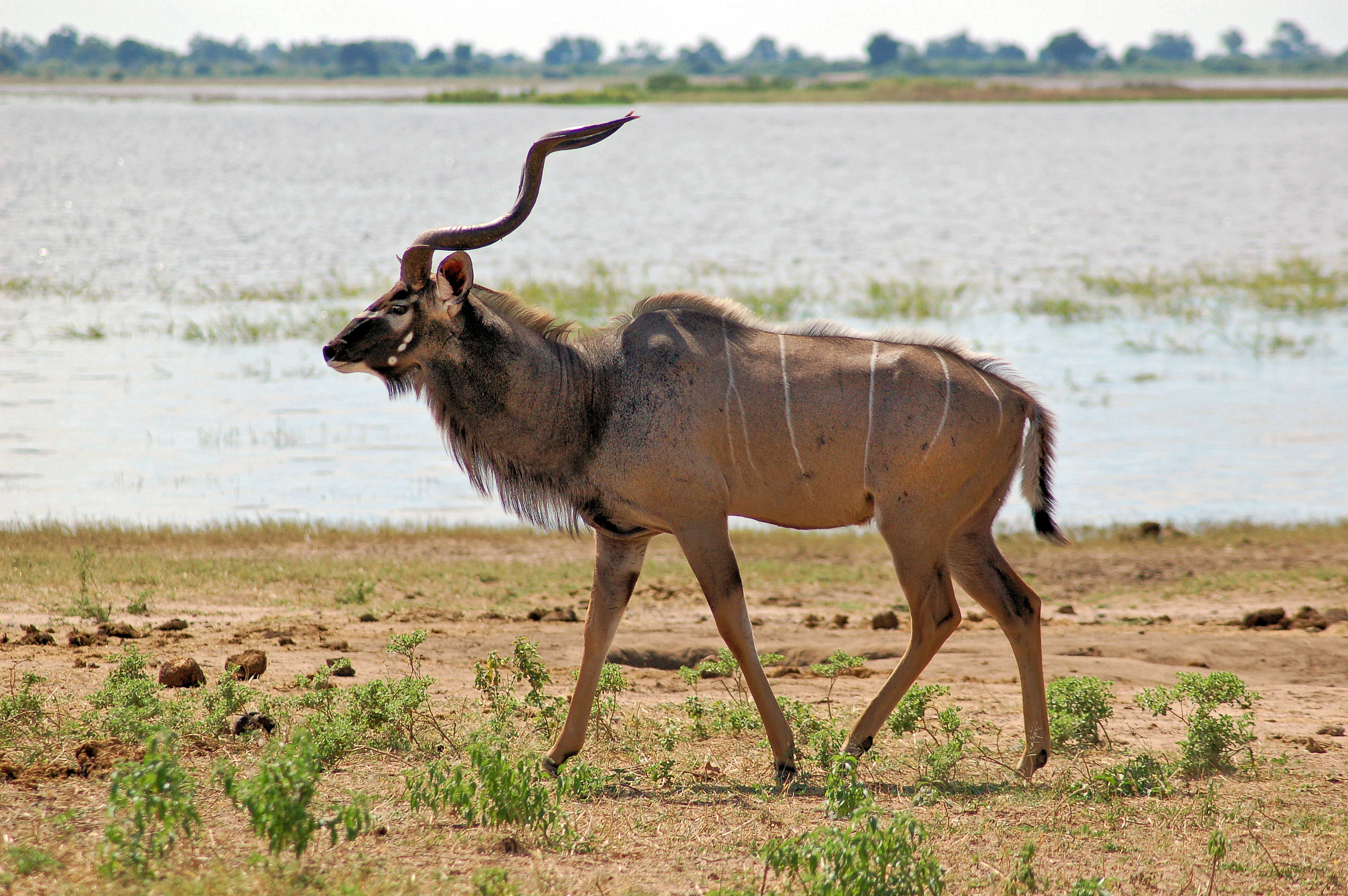
Kudu wielkie w Chobe